# Raciuny
Raciuny (biał. Рацюны; ros. Ратюны) – wieś na Białorusi, w obwodzie witebskim, w rejonie brasławskim, w sielsowiecie Słobódka.

## Historia
W latach 1921–1939 wieś leżała w Polsce, w województwie nowogródzkim (od 1926 w województwie wileńskim), w powiecie brasławskim, w gminie Brasław a następnie w gminie Słobódka. 
Według Powszechnego Spisu Ludności z 1921 roku zamieszkiwało wieś 112 osób, 102 było wyznania rzymskokatolickiego a 10 prawosławnego. Jednocześnie 4 mieszkańców zadeklarowało polską przynależność narodową a 108 białoruska. Było tu 19 budynków mieszkalnych. W 1931 w 25 domach zamieszkiwało 133 osoby. 
Wierni należeli do parafii rzymskokatolickiej w Słobódce. Miejscowość podlegała pod Sąd Grodzki w Brasławiu i Okręgowy w Wilnie; właściwy urząd pocztowy mieścił się w Słobódce.
W wyniku napaści ZSRR na Polskę we wrześniu 1939 miejscowość znalazła się pod okupacją sowiecką. Od czerwca 1941 roku pod okupacją niemiecką. W 1944 miejscowość została ponownie zajęta przez wojska sowieckie i włączona do Białoruskiej SRR.
Od 1991 w składzie niepodległej Białorusi.